# Рада (альманах)
«Рада» — український альманах у двох випусках (1883, 1884), упорядкований і виданий М.Старицьким у Києві.

## Головні твори
- поезії і драма «Не судилося» М.Старицького;
- поезії Б.Грінченка, П.Куліша, Я.Щоголева, Олени Пчілки, М.Садовського;
- оповідання І.Тобілевича («Новобранець») і Ганни Барвінок;
- повість І.Нечуя-Левицького «Микола Джеря»;
- роман П.Мирного «Повія»;
- науково-публіцистична стаття В.Василенка «Про хліборобські спілки»;
- Особливо цінний «Бібліографічний покажчик нової української літератури 1798—1883» М.Комарова.